# Spiroclytus capitata
Spiroclytus capitata is een soort in de taxonomische indeling van de platwormen (Platyhelminthes). De worm is tweeslachtig en kan zowel mannelijke als vrouwelijke geslachtscellen produceren. De soort leeft in zeer vochtige omstandigheden. 
De platworm komt uit het geslacht Spiroclytus. Spiroclytus capitata werd in 1844 beschreven door Ørsted.